# Lillian Bóza
Lillian Bóza (Amsterdam, 8 april 1971) is Nederlands kunsthistoricus.
Ze kreeg haar opleiding aan het Vossius Gymnasium, Rijksuniversiteit Leiden (kunstgeschiedenis) en de Media Academie in Hilversum. Ze was curator bij Museum De Lakenhal (1994) en Stedelijk Museum Amsterdam (1995-1996), werkte als onderzoeker bij Instituut Collectie Nederland.
Tussen 2000 en 2010 was ze docent in haar vakgebied aan de Rijksuniversiteit Leiden, de Universiteit van Amsterdam en de School voor Journalistiek van Hogeschool Utrecht. Ze was een gedeelte van die periode bestuurslid van de Vereniging van Nederlandse Kunsthistorici (2005-2009). Vanaf 2015 begon een lange periode met werk voor het Cobra Museum voor Moderne Kunst Amstelveen. Ze was er bestuurslid (2015-2019) en directeur (april 2020-2022) met onder andere een tentoonstelling rondom Claude Cahun en inrichting op de tentoonstelling rondom Frida Kahlo. In die periode 2015-2022 was ze betrokken bij de Titus Cirkel, aankoopbeleid van Vereniging Rembrandt. 

## Televisie
Ze was redacteur bij Nederlandse Onderwijs Televisie en Teleac (1996-1997). Tussen 1997 en 2016 was ze werkzaam bij AVRO, TROS en AVROTROS; Ze maakte en regisseerde aldaar programma’s, documentaires etc. waaronder Tussen kunst en kitsch, Kunstuur, Beeldenstorm, Close Up etc. Vanaf 2015 tot 2020 was ze zelfstandig programmamaker. 

## Privé
Bóza is getrouwd, heeft drie zonen en woont in Amstelveen (gegevens 2022). Eind 2020/begin 2021 werd haar gehele gezin getroffen door de coronapandemie. Man en kinderen herstelden vrij vlot van long covid maar Bóza werd hard getroffen, lag drie weken ziek op bed. De nawerking bleek dermate hevig dat ze in februari 2022 besloot de functie directeur Cobra op te geven om verder te werken aan herstel. In december 2022 was ze nog niet geheel hersteld.
- International Standard Name Identifier: 0000 0003 9522 886X
- Nederlandse Thesaurus van Auteursnamen: 344481425
- Virtual International Authority File: 289937298